# Hydriomena meinheiti
Hydriomena meinheiti är en fjärilsart som beskrevs av Finke 1924. Hydriomena meinheiti ingår i släktet Hydriomena och familjen mätare. Inga underarter finns listade i Catalogue of Life.